# Hämatokolpos
Ein Hämatokolpos (von altgriechisch αἷμα haima, deutsch ‚Blut‘ und κόλπος kolpos, deutsch ‚Scheide‘) bedeutet, dass die Vagina mit Blut (meist durch die Menstruation) gefüllt ist. Reicht der Blutrückstau bis in das Lumen der Gebärmutter, spricht man von einer Hämatometra oder einem Hämatometrokolpos.

## Ursache
Zugrunde liegt ein Verschluss der Scheide durch eine Hymenalatresie oder seltener eine Vaginalmembran, eine Form einer Gynatresie. Eine Assoziation besteht mit dem Robinow-Syndrom, dem Uterus didelphys oder Duplikaturen der Vagina und/oder der Gebärmutter.

## Diagnose
Diese Aufweitung kann als Tumor im Unterbauch tast- oder gar sichtbar werden. Die Diagnose wird meistens mittels Ultraschalluntersuchung gestellt.

## Differentialdiagnose
Abzugrenzen sind andere (eingeblutete) Raumforderungen des Unterbauches oder eine Eiteransammlung in der Vagina (Pyokolpos).

## Therapie
Die Behandlung besteht in operativer Durchtrennung des Hymens oder der verlegenden Membran.